# Rhopalosoma bahianum
Rhopalosoma bahianum är en stekelart som beskrevs av Schulz 1906. Rhopalosoma bahianum ingår i släktet Rhopalosoma och familjen Eumenidae. Inga underarter finns listade i Catalogue of Life.